# City Guys
City Guys é uma série de televisão da NBC, exibida originalmente entre 1997 e 2001, no bloco de programação voltado para o público adolescente, o TNBC. O seriado criado por Peter Engel e Scott S. Gordon era bastante parecido com Saved by the Bell, principalmente no estilo, apesar de possuir um elenco mais diverso e um ar mais urbano.

## Elenco
- Wesley Jonathan como Jamal Grant
- Scott Whyte como Christopher Mortimer "Chris" Anderson
- Caitlin Mowrey como Dawn Tartikoff
- Dion Basco como Alberto "Al/Rocket Man/Buttons" Ramos
- Marissa Dyan como Cassidy Giuliani
- Steven Daniel como Lionel "L-Train" Johnson
- Marcella Lowery como Diretora Karen Coretta Noble
- Adam Brody como cliente

## Prêmios
| Ano  | Premiação        | Categoria                                       | Indicado(s)                                    | Resultado |
| ---- | ---------------- | ----------------------------------------------- | ---------------------------------------------- | --------- |
| 2000 | Image Awards     | Melhor performance em uma série infanto-juvenil | Marcella Lowery                                | Indicado  |
| 1999 | Humanitas Prize  | Categoria: Seriado infantil                     | Tom Tenowich, pelo episódio Gift of Friendship | Indicado  |
| 1998 | YoungStar Awards | Melhor performance em uma série infanto-juvenil | Scott Whyte                                    | Indicado  |